# Afrotyphlops nigrocandidus
Afrotyphlops nigrocandidus — вид змій родини сліпунів (Typhlopidae). Ендемік Танзанії.

## Поширення і екологія
Afrotyphlops nigrocandidus мешкають в горах Укагуру, Улугуру і Удзунгва, що є частиною Східної гірської дуги, можливо, також в горах Нгуру. Вони живуть в гірських тропічних лісах, на висоті від 1450 до 1750 м над рівнем моря. Живляться мурахами і термітами, відкладають яйця.

## Збереження
МСОП класифікує стан збереження цього виду як близький до загрозливого. Afrotyphlops nigrocandidus загрожує знищення природного середовища.